# Herbert von Bismarck

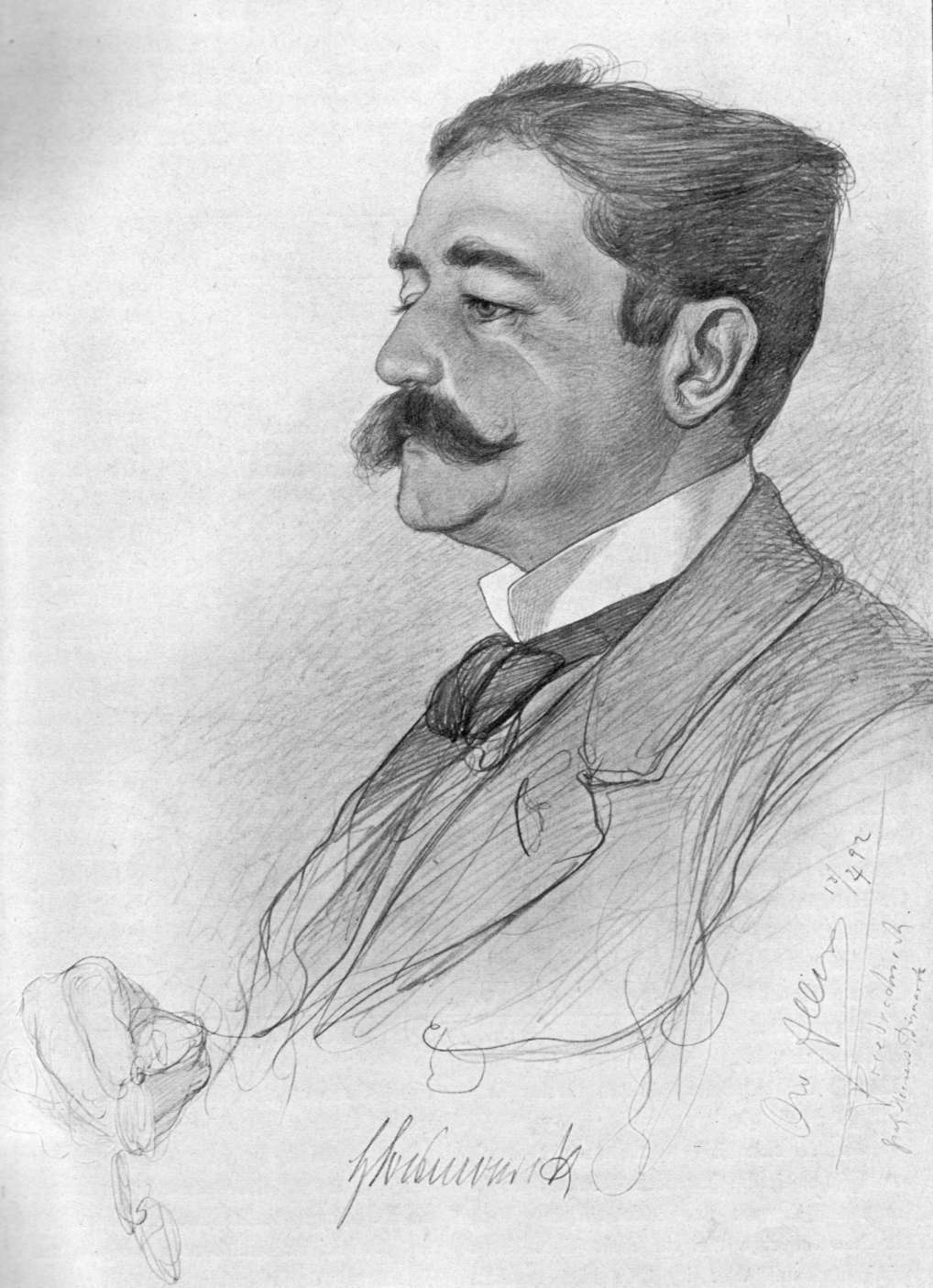
Herbert von Bismarck (1892, von C. W. Allers)

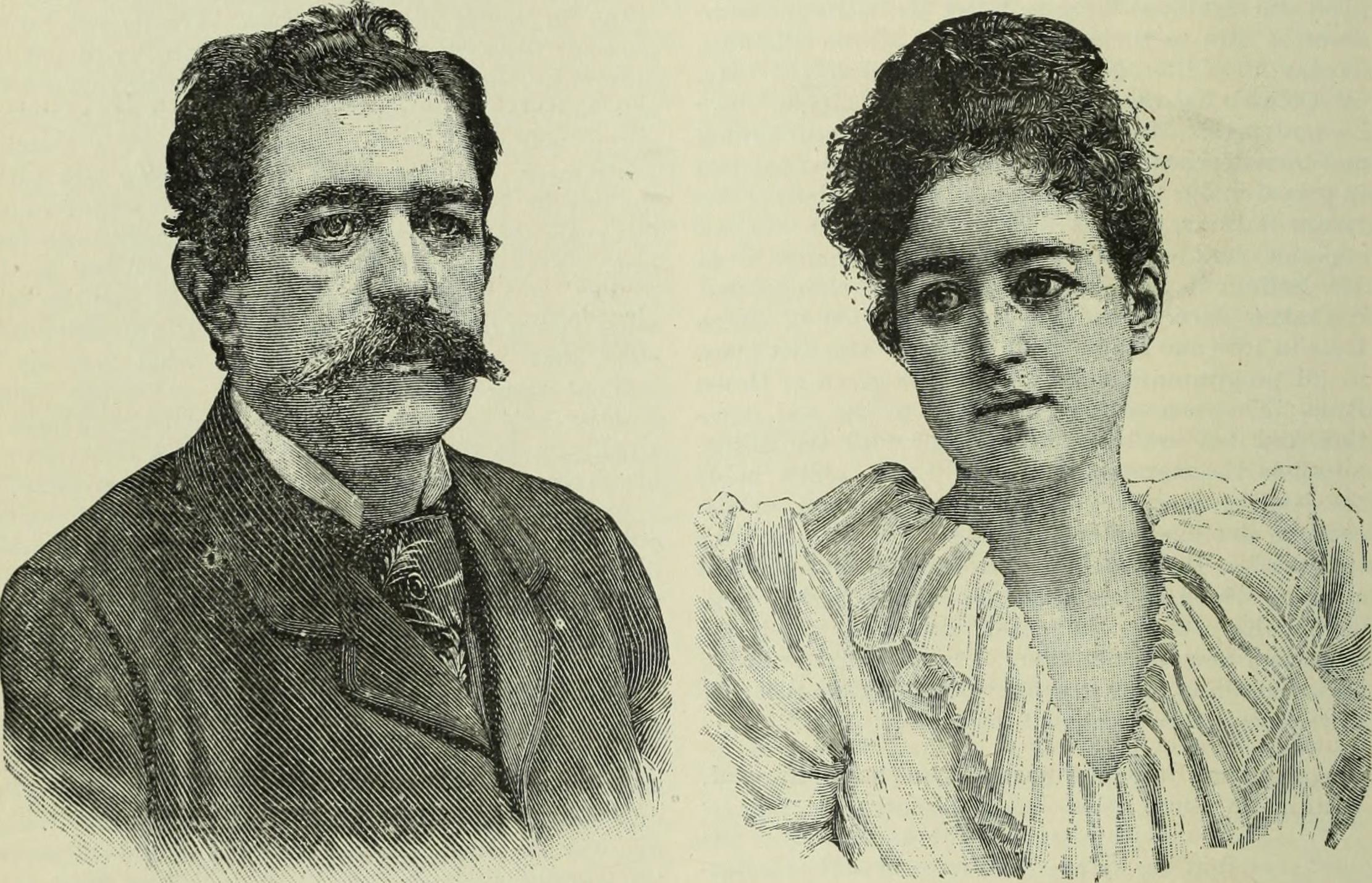
Bismarck mit seiner Frau, die am 4. Oktober 1945 auf Gut Schönau verstarb

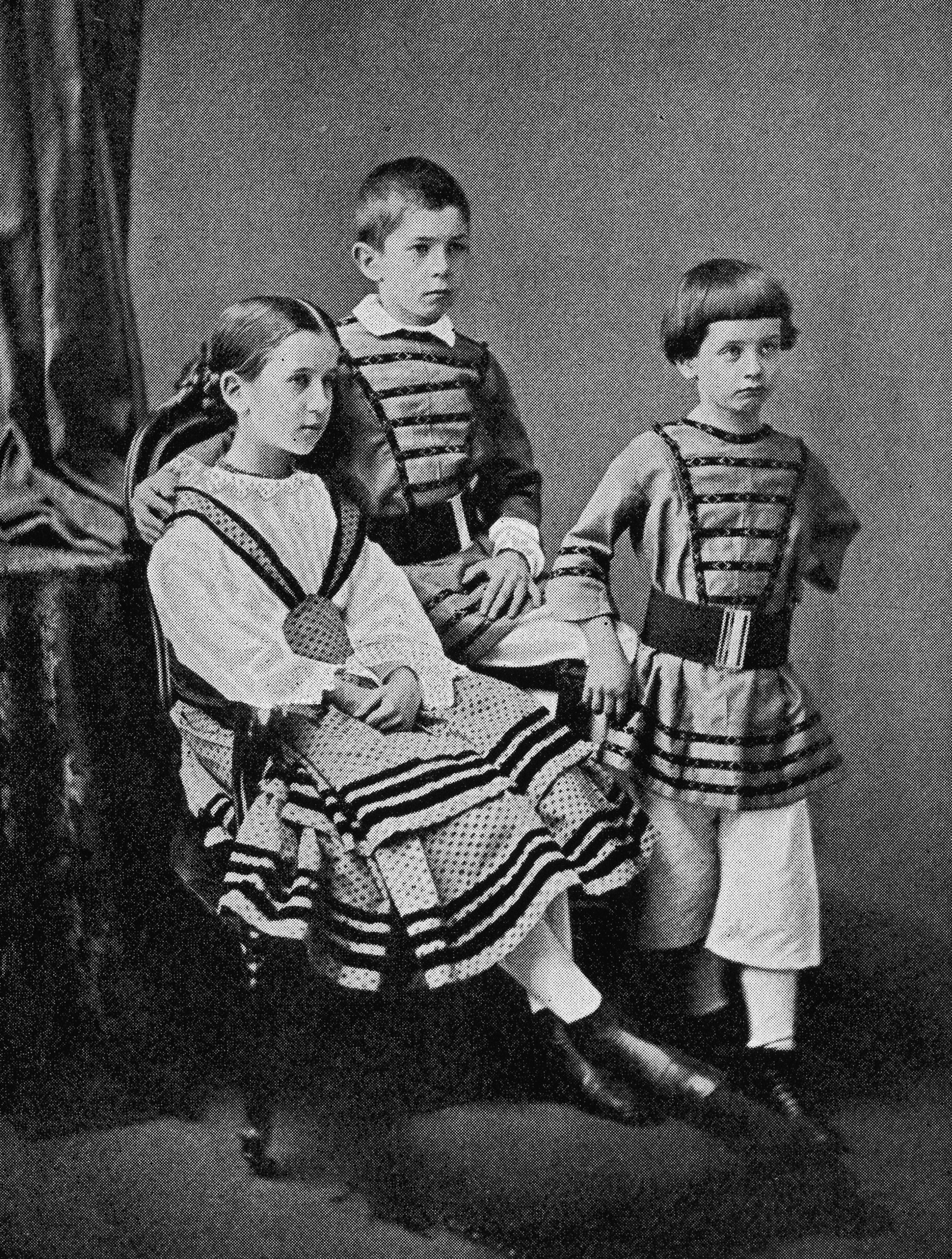
Marie, Herbert und Wilhelm von Bismarck ca. 1855

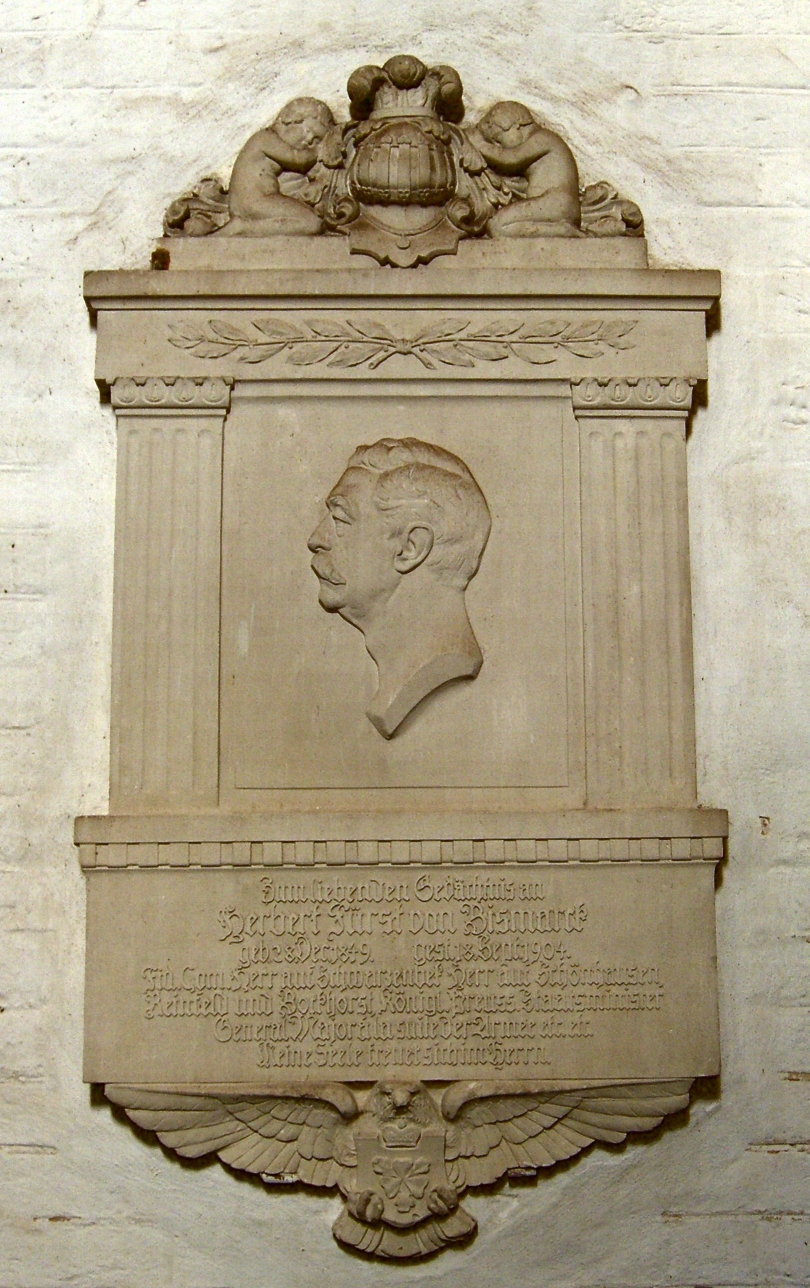
Epitaph in der Kirche St. Marien und Willebrord

Nikolaus Heinrich Ferdinand Herbert von Bismarck-Schönhausen, ab 1865 Graf von Bismarck-Schönhausen, ab 1898 Fürst von Bismarck (* 28. Dezember 1849 in Berlin; † 18. September 1904 in Friedrichsruh bei Aumühle) war ein deutscher Politiker. Er war der älteste Sohn Otto von Bismarcks, als dessen Mitarbeiter er von 1886 bis 1890 Staatssekretär des Äußeren war.

## Leben
Herbert von Bismarck entstammt dem Adelsgeschlecht Bismarck und war der älteste Sohn des Reichskanzlers Fürst Otto von Bismarck und dessen Ehefrau Johanna von Puttkamer.
Getauft wurde Bismarck auf besonderen Wunsch seines Vaters durch Johannes Evangelista Goßner. Taufpate war Ernst Ludwig von Gerlach.
Er nahm als Sekondeleutnant im 1. Garde-Dragoner-Regiment der Preußischen Armee 1870/71 am Deutsch-Französischen Krieg teil, wurde in der Schlacht bei Mars-la-Tour verwundet und mit dem Eisernen Kreuz II. Klasse ausgezeichnet. Am 27. Januar 1899 erhielt Bismarck den Charakter als Generalmajor à la suite der Armee.
1873 trat er in das Auswärtige Amt ein, wo er zunächst überwiegend als Privatsekretär seines Vaters tätig war, aber auch an mehreren Gesandtschaften Dienst tat. So war er 1882 Botschaftsrat in London, 1884 in Sankt Petersburg und Den Haag. 1885 wurde er zum Unterstaatssekretär und am 18. Mai des folgenden Jahres zum Staatssekretär des Auswärtigen Amts ernannt. Im Königreich Preußen wurde er 1888 Staatsminister, machte sich durch sein teilweise schroffes Auftreten jedoch bei einigen Zeitgenossen recht unbeliebt. Ihm wurden gute Aussichten auf die Nachfolge seines Vaters als Reichskanzler nachgesagt.
Als Kaiser Wilhelm II. 1890 den Reichskanzler zum Rücktritt aufforderte, schied Herbert von Bismarck wenige Tage nach seinem Vater aus seinem Amt als Staatssekretär des Auswärtigen Amts, obwohl Wilhelm dem ausdrücklich widersprochen hatte. 1893 wurde er für die Deutsche Reichspartei in den Reichstag gewählt. Bismarck war Mitglied des Corps Borussia Bonn.
1881 erregte seine Affäre mit der noch verheirateten Fürstin Elisabeth zu Carolath-Beuthen Aufsehen. Sein Vater sträubte sich mit allen Mitteln gegen diese Verbindung, drohte seinem Sohn erst mit Enterbung, dann mit Selbstmord und erreichte schließlich, dass die beiden ihre Liaison lösten.
1892 heiratete Herbert von Bismarck in Wien Marguerite Malvine Gräfin von Hoyos (1871–1945), die Tochter von Georg Anton Graf von Hoyos und der Alice, geb. Whitehead und somit Enkelin des Erfinders Robert Whitehead, mit der er fünf gemeinsame Kinder hatte. Im Vorfeld der Hochzeit entwickelte sich eine politische Krise, da Otto von Bismarck die Reise zur Hochzeit seines Sohnes für eine „Großdeutsche Rundreise“ nutzen und dabei König Albert von Sachsen, Prinzregent Luitpold von Bayern und letztendlich Kaiser Franz Joseph von Österreich treffen wollte. Wilhelm II., der sich seit der Entlassung des Fürsten in einer Privatfehde mit den Bismarcks befand und von diesen öffentlich kritisiert wurde, schrieb persönlich an den österreichischen Kaiser, um eine Audienz zu verhindern. Außerdem wies er den deutschen Botschafter in Wien Heinrich VII. Prinz Reuß an, von der Hochzeit keinerlei Notiz zu nehmen. Am 16. Juni 1892 teilte der österreichisch-ungarische Außenminister Gustav Kálnoky Reuß schließlich mit, dass Kaiser Franz Joseph eine Audienz für Otto und Herbert von Bismarck ablehne.
Ähnlich früh wie sein jüngerer Bruder Wilhelm von Bismarck starb Herbert von Bismarck an einem durch seine Alkoholkrankheit ausgelösten Leberleiden. Die „Fürstin Herbert“, wie seine Witwe genannt wurde, zog nach der Übernahme von Friedrichsruh durch den Sohn Otto nach Schloss Schönhausen (Altmark).

## Nachkommen
- Hannah Leopoldine Alice Gräfin von Bismarck-Schönhausen (1893–1971) ⚭ 1915 Leopold von Bredow (1875–1933)
- Maria Gödela Gräfin von Bismarck-Schönhausen (1896–1981) ⚭ 1919 Hermann Graf von Keyserling
- Otto Fürst von Bismarck (1897–1975), Politiker (DNVP, NSDAP, später CDU)
- Gottfried Alexander Georg Herbert Graf von Bismarck-Schönhausen (1901–1949), Reichstagsabgeordneter
- Albrecht Edzard „Eddie“ Heinrich Karl Graf von Bismarck-Schönhausen (1903–1970) ⚭ 1954 Mona Travis Strader (Mona von Bismarck) (1897–1983)

## Ehrung
Zehn Jahre nach seinem Tod erhielt Herbert von Bismarck 1915 zum Gedenken ein in Marmor gearbeitetes Epitaph in der Kirche St. Marien und Willebrord, eine Bildhauerarbeit von Wilhelm Wandschneider.

## Schriften
- Walter Bußmann (Hrsg. und Einl.): Herbert Graf von Bismarck: Aus seiner politischen Privatkorrespondenz. (= Deutsche Geschichtsquellen des 19. und 20. Jahrhunderts. Band 44) Vandenhoeck & Ruprecht, Göttingen 1964.
- Winfried Baumgart (Hrsg. und Bearb.): Herbert Graf von Bismarck: Erinnerungen und Aufzeichnungen 1871–1895. Ferdinand Schöningh, Paderborn 2015, ISBN 978-3-506-78263-2.

Bismarck gab daneben Teile des Briefwechsels seiner Eltern heraus.